# Hassan Kachloul
Hassan Kachloul (Agadir, Marruecos, 19 de febrero de 1973) es un exfutbolista marroquí, se desempeñaba como centrocampista y se retiró en 2005.

## Clubes
| Club                    | País       | Año         | Partidos | Goles |
| Nîmes Olympique         | Francia    | 1992 - 1995 | 86       | 21    |
| FC Metz                 | Francia    | 1995 - 1996 | 7        | 0     |
| USL Dunkerque           | Francia    | 1996 - 1997 | 28       | 6     |
| AS Saint-Étienne        | Francia    | 1997 - 1998 | 16       | 0     |
| Southampton FC          | Inglaterra | 1998 - 2001 | 86       | 14    |
| Aston Villa FC          | Inglaterra | 2001 - 2003 | 22       | 2     |
| Wolverhampton Wanderers | Inglaterra | 2003 - 2004 | 4        | 0     |
| Livingston FC           | Escocia    | 2005        | 8        | 2     |

- Datos: Q2557847